# Гуардадо, Альберт
Альберт Гуардадо (англ. Albert Guardado; род. 11 июля 1973, Редлендс) — американский боксёр, представитель наилегчайших весовых категорий. Выступал за сборную США по боксу в середине 1990-х годов, бронзовый призёр чемпионата мира, обладатель бронзовых медалей Игр доброй воли и Панамериканских игр, трёхкратный чемпион американского национального первенства, участник летних Олимпийских игр в Атланте. В период 1997—1998 годов боксировал также на профессиональном уровне, но без особого успеха.

## Биография
Альберт Гуардадо родился 11 июля 1973 года в городе Редлендс штата Калифорния, США.

### Любительская карьера
Впервые заявил о себе в боксе в сезоне 1991 года, выиграв бронзовую медаль на чемпионате США в Колорадо-Спрингс — на стадии полуфиналов первой наилегчайшей весовой категории уступил титулованному Эрику Гриффину.
Первого серьёзного успеха на международном уровне добился в 1993 году, когда впервые победил на чемпионате США среди любителей, вошёл в основной состав американской национальной сборной и побывал на чемпионате мира в Тампере, откуда привёз награду бронзового достоинства — в полуфинале был остановлен армянином Ншаном Мунчяном.
В 1994 году вновь выиграл американское национальное первенство, стал бронзовым призёром международного турнира «Трофео Италия» в Местре, принял участие в матчевой встрече со сборной Мексики, получил бронзу на Играх доброй воли в Санкт-Петербурге.
В 1995 году завоевал бронзовую медаль на Панамериканских играх в Мар-дель-Плате.
В 1996 году Гуардадо в третий раз одержал победу на чемпионате США и благодаря череде удачных выступлений удостоился права защищать честь страны на домашних летних Олимпийских играх в Атланте. Выступая в категории до 48 кг, благополучно прошёл первых двоих соперников по турнирной сетке, тогда как в третьем четвертьфинальном бою со счётом 14:19 потерпел поражение от представителя Украины Олега Кирюхина.

### Профессиональная карьера
Вскоре по окончании Олимпиады Альберт Гуардадо покинул расположение американской сборной и в феврале 1997 года успешно дебютировал на профессиональном уровне. Выиграл первые пять поединков, хотя уровень его оппозиции был не очень высоким. В 1998 году потерпел поражения от двух мексиканских проспектов Хавьера Муньоса (8-0-1) и Роберто Гомеса (5-0) — на том принял решение завершить спортивную карьеру.